# Thelypteris globulifera
Thelypteris globulifera är en kärrbräkenväxtart som först beskrevs av Brackenr., och fick sitt nu gällande namn av C. Reed. Thelypteris globulifera ingår i släktet Thelypteris och familjen Thelypteridaceae. Inga underarter finns listade.